# Hawaii (film, 2013)
Pour les articles homonymes, voir Hawaï (homonymie).
Pour plus de détails, voir Fiche technique et Distribution.
Hawaii  est un film dramatique argentin de Marco Berger sorti en 2013. 
Tourné dans la campagne argentine, il raconte l'histoire de deux jeunes gens de milieux différents qui se retrouvent après s'être connus durant leur enfance.

## Synopsis
Martín (Mateo Chiarino), jeune homme orphelin et sans emploi, arrive dans sa ville natale dans l'espoir d'habiter chez sa tante, alors que sa grand-mère vient de mourir. Mais sa tante est partie ailleurs sans laisser sa nouvelle adresse. Le jeune homme s'installe alors au pied d'un bâtiment en ruine, dort à la belle étoile, se lave à un robinet d'eau, et part en quête de petits boulots, rendant ici et là quelques services. 
Un jour, il sonne à la porte d'Eugenio (Manuel Vignau), demande du travail et découvre que c'est un ancien ami d'enfance, devenu écrivain. Par honte, Martín ne lui avoue pas qu'il est sans domicile fixe et dit habiter chez sa tante, mais finalement Eugenio découvre la vérité et l'invite à passer le reste de l'été dans cette maison qui appartient à son oncle.
Au début, Eugenio ne semble pas se rappeler grand-chose de Martín, mais peu à peu la mémoire de leur enfance revient. Eugenio s'amuse dans un premier temps de la pudeur de Martín, de sa réserve. Il est aussi très préoccupé par l'écriture en cours de son roman. Cependant les deux jeunes gens arrivent lentement et prudemment à tisser des liens : ils se baignent et mangent ensemble ; Eugenio lui offre des vêtements et prend soin de lui. Un soir, ils prennent une cuite puis s'effondrent dans le même lit : au matin, Martin constate la présence d'Eugenio, mais rien de sexuel n'est arrivé.
Eugenio ressent une grande difficulté à cacher ses sentiments : un jour, son frère aîné lui rend visite, il sait parfaitement qu'Eugenio est gay, et devine en voyant Martín que la situation n'est pas claire.
Puis, lors d'une séance de rangement au grenier, Eugenio dévoile accidentellement des dessins d'hommes nus qui tombent sur le sol. Martín les voit aussi. Les deux garçons accumulent des sentiments liés à la frustration de ne pouvoir exprimer l'attirance qu'ils éprouvent l'un pour l'autre. 
Une autre fois, Martin cherche à provoquer le désir d'Eugenio en se déshabillant devant lui sous le prétexte de faire une machine à laver : il affronte alors la réaction de fuite d'Eugenio.
Le lendemain matin, durant une séance de jardinage, Martín se lance et embrasse Eugenio sur les lèvres : Eugenio le repousse. Martín s'en va. 
L'après-midi, Eugenio constate que Martín est définitivement parti. Il le cherche pendant plusieurs jours, en vain. Il ne parvient plus à écrire. Il guette le retour de Martín, au moindre bruit.
Puis il se souvient de quelque chose, d'un détail, il s'agit de deux petits mots, prononcés jadis par Martín au bord de la piscine : « dos ananás » (« deux ananas »). Eugenio fonce au grenier et se met à fouiller dans de vieux cartons contenant des peluches. Il retrouve une visionneuse View-Master modèle G ainsi que le disque sur lequel est marqué « Hawaii ». Lors de la projection qu'Eugenio réussit à faire, on découvre que l'un des clichés montre un champ avec deux ananas sur pieds.
Eugenio décide de déposer la visionneuse et son disque à l'endroit où Martin avait l'habitude de dormir, en bas d'une route, aux pieds du bâtiment en ruine.
Le temps passe. Puis Martín revient en rapportant le View-Master. 
Les deux garçons se sourient. Ils s'embrassent.

## Fiche technique
- Titre original : Hawai
- Réalisation : Marco Berger
- Scénario : Marco Berger
- Photographie : Tomás Pérez Silva
- Montage : Marco Berger
- Musique : Pedro Irusta
- Langue : espagnol
- Format : couleurs - 1,78:1
- Durée : 102 minutes
- Date de sortie :
  - Argentine : 13 avril 2013 au BAFICI Festival international du film de Buenos Aires

## Distribution
- Manuel Vignau : Eugenio
- Mateo Chiarino : Martín
- Luz Palazón : la dame
- Antonia De Michelis : la voisine
- Manuel Martínez Sobrado : le frère d'Eugenio

## Production
Hawaii a été produit en partenariat entre Marco Berger, auteur et réalisateur du film, et Pedro Irusta, compositeur de la musique du film. Il a été financé par des campagnes Kickstarter. Berger qualifie Hawaii d'histoire à la Jane Austen transposée à notre époque ; il pointe en effet la différence de milieux et la dynamique entre le puissant et celui qui a besoin d'aide que l'on retrouve dans ses romans.

## Projections
Ce film a fait partie de la sélection officielle du festival international du cinéma indépendant de Buenos Aires (BAFICI), du London LGBT Film Festival du festival du film de Londres, du festival international du film de Thessalonique, et de festivals à Barcelone, Séoul, Taipei, Copenhague et Berlin.